# Gary Shaw
Pour les articles homonymes, voir Shaw.
Gary Shaw était un footballeur professionnel anglais, né le 21 janvier 1961 à Birmingham et mort le 16 septembre 2024, dans la même ville.

## Carrière
Attaquant, il débute à 17 ans sous les couleurs d'Aston Villa, club de la ville dont il est natif. 
Il y devient titulaire au début des années 1980, alors que le club obtient des résultats exceptionnels : le club remporte le championnat d'Angleterre en 1980-1981 puis la Coupe des clubs champions européens l'année suivante. En 1981, sélectionné à sept reprises en équipe d'Angleterre espoirs, il est élu meilleur jeune joueur de l'année. Il fait également partie des 40 joueurs présélectionnés en l'équipe d'Angleterre pour la phase finale de la Coupe du monde 1982, mais n'est finalement pas retenu dans le groupe final.
Sa carrière prometteuse est brisée par une grosse blessure au genou lors de la saison 1983-1984, subie lors du derby contre Nottingham Forest (et opéré six fois des suites de cette blessure durant les quatre saisons suivantes). Il ne retrouvera jamais son niveau d'antan, même s'il continue à jouer pour Aston Villa jusqu'en 1988. 
Il part alors pour le FC Copenhague au Danemark, puis Klagenfurt en Autriche. Il revient en 1990 en Grande-Bretagne à Walsall FC, Kilmarnock FC puis Shrewsbury Town. Il termine sa carrière dans le club hongkongais d'Ernest Borel FC en 1991.

## Palmarès

### Aston Villa
- 1981 : championnat d'Angleterre
- 1982 : Coupe des clubs champions européens

### Trophées personnels
- 1982 : Meilleur jeune joueur d'Angleterre